# Jude Slavie
Jude Slavie je hanlivý pokřik, kterým fanoušci fotbalové Sparty Praha očerňují jiný pražský klub, Slavii Praha.

## Historie
Z veřejně ověřitelných zdrojů není doloženo, že by se pokřik na tribunách používal před rokem 1989. Podle sportovního novináře Pavla Procházky se pokřik začal objevovat až po roce 1989, kdy se v Československu po sametové revoluci vlivem celkového společenského uvolnění výrazněji projevovaly i antisemitské nálady. Procházka se navíc domnívá, že důvodem spojování Židů s pražskou Slavií může být symbolika, tedy hvězda. Židé však mají Davidovu hvězdu šesticípou, kdežto Slavia používá hvězdu pěticípou otočenou hrotem dolů.
S Procházkovým časovým umístěním rozšíření hesla se shoduje i tvrzení serveru Seznam Zprávy, který uvádí, že během komunistické vlády v Československu se heslo při zápasech neobjevovalo a začalo se užívat až na počátku devadesátých let 20. století, což mělo mít souvislost s uvolňováním společenských poměrů a růstem intenzity tehdejších projevů neonacismu v Československu.
Archivář Slavie Vladimír Zápotocký dává původ pokřiku do souvislosti s událostí z listopadu roku 1923, kdy fotbalisté pražské Slavie měli sehrát sportovní utkání s anglickým týmem West Ham. Zápas se měl uskutečnit v neděli, nicméně funkcionáře napadlo pojistit se předem proti neodehrání zápasu z důvodu deště a odehrát jej až následující den. Se změnou dne utkání soupeř souhlasil a tak mohli slávističtí představitelé realizovat vše dle své domluvy. Utkání tedy bylo kvůli dešti nakonec o den odloženo a Slavia tak získala jak finanční odškodnění od pojišťovny za neuskutečněný zápas v původním termínu, tak také peníze ze vstupného při jeho následném odehrání. Následující utkání hrála Slavie na Spartě a domácí fanoušci ohodnotili podle nich chamtivé jednání svého soupeře pokřikem „vy Židi“ (případně „Jude Slavie“). 
Skutečnost je však taková, že zápas se neměl uskutečnit v neděli, ale ve středu 23. května 1923; termín byl posunut o den, na čtvrtek. Odložen nebyl kvůli dešti, ale proto, aby si hráči West Hamu mohli po předchozích zápasech v Rakousku a Maďarsku odpočinout. Tuto změnu termínu avizoval tisk již v sobotu 19. května, nešlo tedy o neočekávanou změnu.
Není ale známo pojítko mezi údajnými událostmi z roku 1923 a současným pokřikem.